# Racopilum africanum
Racopilum africanum är en bladmossart som beskrevs av Mitten 1863. Racopilum africanum ingår i släktet Racopilum och familjen Racopilaceae. Inga underarter finns listade i Catalogue of Life.